# Jelena Grubišić
Jelena Grubišić (ur. 20 stycznia 1987 w Zagrzebiu), chorwacka piłkarka ręczna, reprezentantka kraju grająca na pozycji bramkarki. Obecnie występuje w słoweńskim RK Krim.

## Sukcesy

### klubowe
Mistrzostwa Chorwacji:
- 2004

Puchar Chorwacji:
- 2005, 2007

Mistrzostwa Słowenii:
- 2010, 2011, 2012

Puchar Słowenii:
- 2010, 2011, 2012

Liga Mistrzyń:
- 2016